# Souscription
La souscription est l'achat d'un livre avant sa publication, ou encore l'engagement pris par un particulier de fournir à une date convenue une somme d'argent pour le financement d'une œuvre d'art, d'un emprunt, d'une assurance ou d'une entreprise en cours de préparation. Elle garantit au créateur un retour financier qui peut le motiver à aboutir un travail qu'il aurait autrement abandonné, par exemple pour la construction d'un monument commémoratif.

## Édition
Des ouvrages volumineux comme le Who's Who, le Bottin Mondain, etc., sont vendus en souscription avant de paraître.
En 2023, le Who's Who est ainsi vendu 585 eurosavant parution (puis 699 euros après parution).

## Souscriptions publiques
Pour soutenir de grands projets, certains pays ont eu une tradition importante de souscriptions publiques.

### En Belgique
La Belgique du XIXe siècle et de la première partie du XXe siècle recourut à de nombreuses reprises à des souscriptions. Celles-ci ont un caractère public, un appel étant lancé et tout un chacun pouvant y participer.
Elle est notamment utilisée pour la construction de monuments comme l'érection de statues en la mémoire d'Augustin-Daniel Belliard ou d'Edmond Thieffry, la construction d'un monument dans un cimetière pour Georges Pètre ou encore d'édifices religieux comme la Chapelle-Mémorial Kongolo de Gentinnes.
Dans le domaine des sciences, la Société royale belge de géographie lança une souscription en vue du financement de l'Expédition antarctique belge, fin du XIXe siècle, sans que celle-ci ne rencontre de réel succès puisqu'elle ne représentera que 2,3% du budget de l'expédition,. Durant le XXe siècle, le Fonds national de la recherche scientifique fut créé par le biais d'une souscription en 1928 avant que l'état ne prenne en charge son financement après la seconde guerre mondiale. Si aujourd'hui, le FNRS lance des campagnes de récolte de dons, il ne s'agit plus d'une souscription à proprement parler.
Ce moyen de financement n'est cependant pas une nouveauté : la Ducasse d'Ath bénéficia d'une souscription d'un peu moins de 40 livres tournois au XVe siècle. Peu avant l'indépendance, une souscription permettra de terminer les travaux du Parc de Bruxelles.
L'initiative d'une souscription pouvait être royale ou venir de la société civile.
Aujourd'hui tombées en désuétudes, le financement se fait majoritairement par le biais du budget fédéral et des entités fédérées.